# Sigrun Fossae
Sigrun Fossae zijn smalle depressies op de planeet Venus. De Sigrun Fossae werden in 1985 genoemd naar Sigrún, een Walkure uit de Noordse mythologie.
De fossae hebben een diameter van 970 kilometer en bevinden zich in de quadrangles Fortuna Tessera (V-2) en Bereghinya Planitia (V-8).